# Kisvölgy (Sztropkói járás)
Kisvölgy (1899-ig Krislócz, szlovákul: Krišľovce) község Szlovákiában, az Eperjesi kerület Sztropkói járásában.

## Fekvése
Sztropkótól 12 km-re délkeletre, az Olyka-patak és az Ondava között fekszik.

## Története
1454-ben említik először a sztropkói uradalom részeként. A 16. században ruszinokkal telepítették be. 1600-ban 5 ház állt a faluban.
A 18. század végén Vályi András így ír róla: „KRIZTLÓCZ. Orosz falu Zemplén Várm. földes Ura G. Barkóczy Uraság, lakosai ó hitűek, fekszik n. k. Rohozsikhoz 1, d. Piskoróczhoz 1 1/2, n. ny. Minyóczhoz 2, é. Kolbóczhoz is egy órányira, határjának minéműsége hasonló Kolbóczéhoz, piatza Sztropkón van.”
A 19. században a Barkóczy család birtoka.
Fényes Elek 1851-ben kiadott geográfiai szótárában így ír a faluról: „Krislócz, Zemplén vm. orosz falu, 120 g. kath., 9 zsidó lak. 229 hold szántóföld. F. u. gr. Barkóczy.”
Borovszky Samu monográfiasorozatának Zemplén vármegyét tárgyaló része szerint: „Kisvölgy, azelőtt Krizslócz, ruthén kisközség 72 gör. kath. lakossal. Mindössze 15 házból áll. Postája és távírója Sztropkó, vasúti állomása Homonna. A sztropkói uradalom tartozéka volt s az újabb korban a Barkóczyak lettek az urai. Most a magyar jelzálog-hitelbanknak van itt nagyobb birtoka. A XVII. században ezt a községet sem kerülte ki a pestis-veszedelem. Templom nincs a faluban.”
1920 előtt Zemplén vármegye Sztropkói járásához tartozott.

## Népessége
| Év:            | 1994. | 2004.    | 2014.    | 2024.    |
| -------------- | ----- | -------- | -------- | -------- |
| Emberek száma: | 59    | 47       | 33       | 27       |
| Eltérés:       |       | -20,33 % | -29,78 % | -18,18 % |

| Év:            | 2023. | 2024.   |
| -------------- | ----- | ------- |
| Emberek száma: | 28    | 27      |
| Eltérés:       |       | -3,57 % |

1910-ben 70, túlnyomórészt ruszin lakosa volt.
2001-ben 59 szlovák lakosa volt.
2011-ben 36 lakosából 30 szlovák.

## Nevezetességei
Szent Péter és Pál apostolok tiszteletére szentelt, görögkatolikus temploma 1910-ben épült.